# Bielawicze
Bielawicze (biał. Бялавічы; ros. Белавичи) – wieś na Białorusi, w obwodzie brzeskim, w rejonie iwacewickim, w sielsowiecie Kwasiewicze.
Znajduje się tu zabytkowa parafialna cerkiew prawosławna pw. św. Proroka Eliasza.

## Historia
W XIX w. wieś i folwark. W dwudziestoleciu międzywojennym leżały w Polsce, w województwie poleskim, w powiecie kosowskim/iwacewickim, w gminie Kosów. Po II wojnie światowej w granicach Związku Sowieckiego. Od 1991 w niepodległej Białorusi.